# Klaus Gjasula
Klaus Fatmir Gjasula (Tirana, 14 december 1989) is een Albanees voetballer die speelt als verdedigende middenvelder voor Hamburger SV. Hij is ook in het bezit van een Duits paspoort.
Gjasula droeg jarenlang tijdens elke wedstrijd een helm, nadat hij in 2013 een breuk in zijn jukbeen opliep tijdens een kopduel.
Op 13 juni 2020 verbrak hij het record van meeste gele kaarten in één Bundesliga-seizoen, namelijk zeventien. Tot dan toe stond het record op naam van Stefan Effenberg.
In de zomer van 2020 tekende hij bij Hamburger SV.

## Internationale carrière
Op 7 september 2019 maakte Gjasula zijn debuut voor het Albanees voetbalelftal, in een kwalificatiewedstrijd voor het EK 2020 tegen Frankrijk.Hij maakte onderdeel uit van de definitieve selectie van Albanië op het EK 2024.

## Familie
Zijn ouders komen uit Kosovo (toenmalig Joegoslavië). Hij is de jongere broer van Jürgen Gjasula. De voornamen Klaus en Jürgen zijn in de Albanese cultuur erg ongebruikelijk. De broers zijn vernoemd naar Klausjürgen Wussow, die de hoofdrol speelde in de Duitse tv-serie Die Schwarzwaldklinik. Het was de favoriete serie van hun oma.
1 Heuer Fernandes ·
2 Mikelbrencis ·
4 Schonlau  ·
5 Hadžikadunić ·
6 Poręba ·
7 Dompé ·
8 Elfadli ·
9 Glatzel ·
10 Pherai ·
11 Königsdörffer ·
12 Mickel ·
14 Reis ·
17 Karabec ·
16 Mebude ·
18 Jatta ·
19 Raab ·
20 Richter ·
21 Öztunalı ·
23 Meffert ·
27 Selke ·
28 Muheim ·
29 Sahiti ·
30 Hefti ·
33 Katterbach ·
37 Zumberi ·
41 Megeed ·
45 Baldé ·
47 Oliveira ·
49 Stange ·
Coach: Polzin